# Aneuretus simoni
Aneuretus simoni är en myrart som beskrevs av Carlo Emery 1893. Aneuretus simoni ingår i släktet Aneuretus och familjen myror. IUCN kategoriserar arten globalt som akut hotad. Inga underarter finns listade i Catalogue of Life.

## Bildgalleri

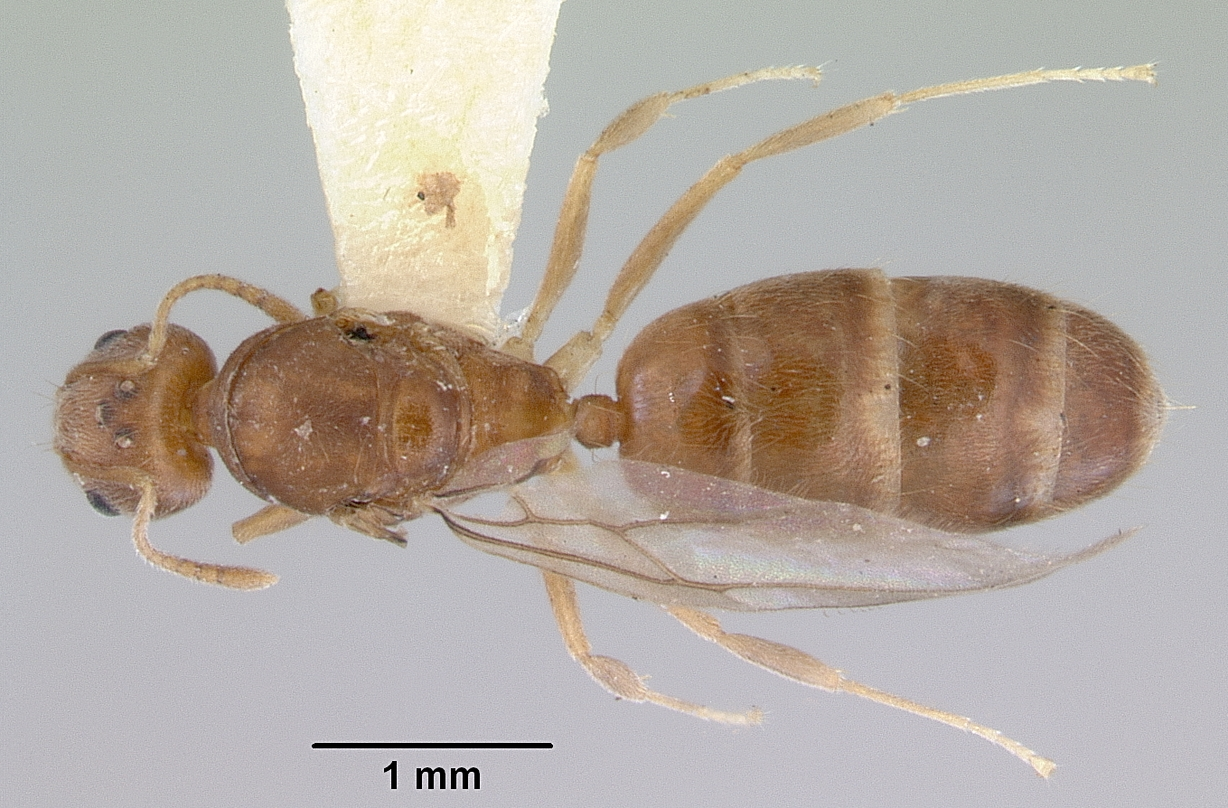